# 산청 권도 신도비
산청 권도 신도비(山淸 權濤 神道碑)는 대한민국 경상남도 산청군 신등면 양전리에 있는 신도비이다. 2019년 2월 14일 경상남도의 문화재자료 제655호로 지정되었다.

## 개요
신도비(神道碑)는 왕이나 공신, 고관 또는 이름난 학자의 생애와 업적을 기록하여 무덤 남동쪽 길가에 세운 비석이다.
산청 권도 신도비는 1816년에 조선 중기 문신인 동계 권도의 업적을 기리기 위해 세웠으며, 비석의 글은 조선 후기 영‧정조 시대 정승을 지낸 채제공이 지었다. 신도비는 높이 약 3.3m로, 담장이 둘러진 비각 안에 보관되어 있으며, 비석은 보존상태가 매우 좋고 비석에 새겨진 글자 또한 선명하게 남아있다. 비의 주인인 권도와 글을 쓴 채제공은 당시 학문적·정치적으로 뛰어난 인물들로 권도 신도비는 유학사적으로 큰 의미를 가지고 있는 비석이다.

## 지정 사유
「산청 권도 신도비」는 조선 중기의 인물로 한강 정구(寒岡 鄭逑)의 문인인 동계 권도(東溪 權濤/1575-1644)의 신도비이다. 1816년에 건립되었으며 비문은 영․정조대 남인의 영수였던 채제공이 지었다.
신도비는 결락된 부분없이 보존상태가 매우 양호하며 비문의 서체 또한 선명하다. 강우 유림으로서 동계 권도가 차지하는 입지가 높으며, 그의 신도비를 지은 번암 채제공 또한 조선후기 영·정조대 남인의 영수로서 유학사에서 차지하는 위치가 높고 본 신도비는 유학사적인 비중만으로 상당한 의미를 가지고 있으므로 "경상남도 문화재자료"로 지정한다.

## 같이 보기
- 신도비

## 참고 자료
- 산청 권도 신도비 - 국가유산청 국가유산포털